# Carl-Zeiss-Planetarium Stuttgart

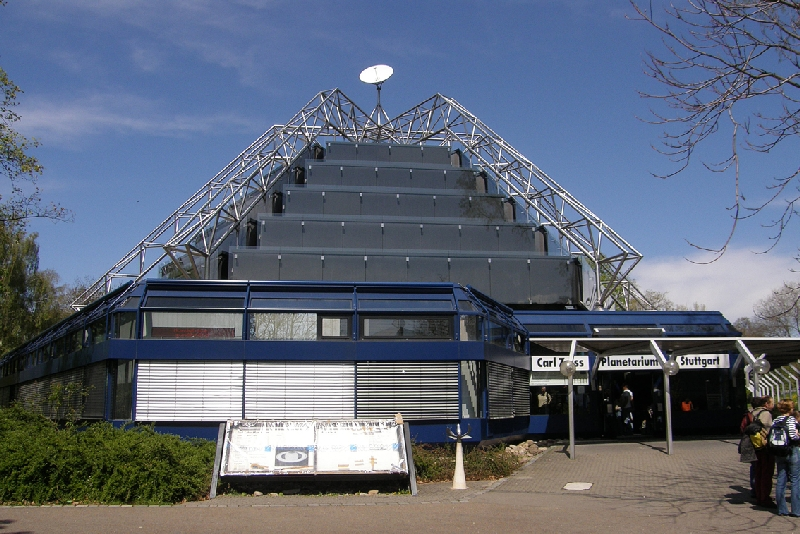
Carl-Zeiss-Planetarium Stuttgart

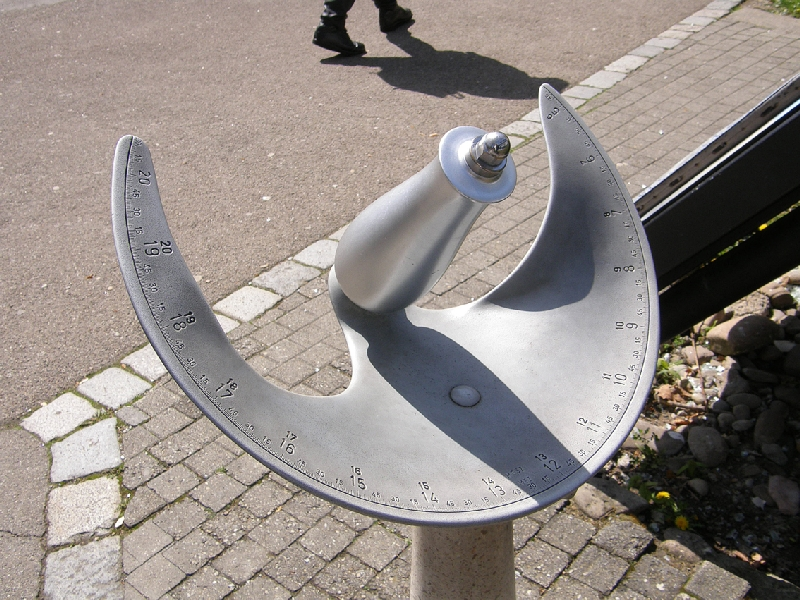
Die Sonnenuhr davor

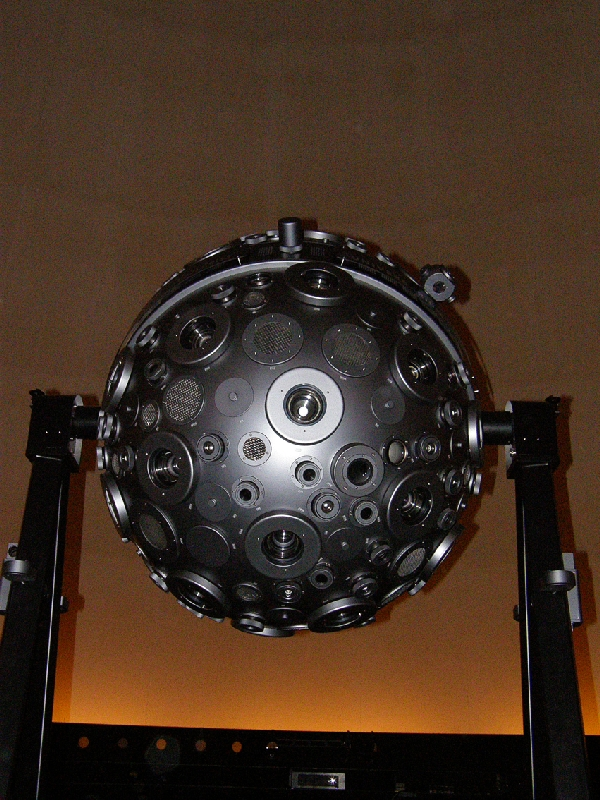
Der neue Projektor

Das Carl-Zeiss-Planetarium Stuttgart befindet sich im Mittleren Schlossgarten in Stuttgart. Neben dem eigentlichen Planetarium betreibt das Planetarium Stuttgart noch die Sternwarte Welzheim.

## Geschichte

### Erstes Planetarium (1928 bis 1943)
Am 16. Mai 1928 eröffnete das erste Stuttgarter Planetarium, welches in einer Kuppel auf dem Hindenburgbau untergebracht war. Initiiert und betreut wurde es v. a. vom Astronomen und Volksbildner Robert Henseling (1883–1964). Das Planetarium war mit einem Zeiss-Modell-II-Projektor ausgestattet. Das Planetarium bot 450 Besuchern Platz, der Kuppeldurchmesser betrug 25 Meter. Am 17. Juni 1943 beschloss der Stuttgarter Gemeinderat, das Planetarium zu schließen und den Projektor zu demontieren und auszulagern. Bei Luftangriffen im Februar und März 1944 wurde der Hindenburgbau zerstört. Der alte Planetariumsprojektor kann heute im Kassenraums des neuen Planetariums besichtigt werden.

### Zweites Planetarium (1977)
Den Grundstein für das heutige Planetarium legte der 1969 von der Carl-Zeiss-Stiftung an die Stadt Stuttgart gestiftete Projektor Zeiss VI A. Das A des Projektortyps steht für Automatik – der Projektor war der einzige, der von Zeiss mit einer Automatik ausgeliefert wurde – alle anderen Planetarien haben ihre Automatik teils selbst realisiert, teils darauf verzichtet. Der Bau des Planetariums konnte 1975 durch die Unterstützung zahlreicher Spender beginnen. 1977 wurde das von Wilfried Beck-Erlang (1924–2002) entworfene Gebäude eröffnet und anlässlich des 100. Todestages von Carl Zeiss am 3. Dezember 1988 von Planetarium Stuttgart in Carl-Zeiss-Planetarium umbenannt.
Nach knapp 25 Jahren wurde der Projektor im Jahr 2001 durch das neueste Zeiss-Modell Universarium IX ersetzt.
Lasershows gab es im Planetarium schon seit 1996 – seit einigen Jahren nun auch fest im Programm. Seit 2007 verfügt das Planetarium über eine All-Dome-Laseranlage, heißt, es sind kuppelfüllende Laserprojektionen möglich. Seit 2009 wurde eine experimentelle Videoprojektion in Betrieb genommen, mit der Filme über die gesamte Kuppel gezeigt werden.
Gründungsdirektor war Hans-Ulrich Keller, der bereits an der Planung beteiligt war und bis 2008 das Planetarium leitete. Zweiter Direktor war Uwe Lemmer (2008 bis 2025). Seit dem 1. August 2025 ist Ubbo Grassmann neuer Direktor des Planetarium Stuttgart.

### Diskussion um einen Umzug
Für Mitte 2011 war in Bad Cannstatt, in der Nähe des Neckarparks, die Eröffnung eines neuen Mobilitäts-Erlebniszentrums einschließlich eines neuen Planetariums vorgesehen. Das bisherige Planetariumsgebäude sollte das Informationszentrum für die Baustelle des Bahnprojekts Stuttgart 21 werden.
Nach längerer Diskussion entschied sich der Gemeinderat der Stadt Stuttgart am 18. Dezember 2009 gegen das Mobilitäts-Erlebniszentrum in Bad Cannstatt und stimmte mehrheitlich einer technischen Modernisierung des jetzigen Planetariums im Mittleren Schlossgarten zu. Im Jahr 2013 entschied der Gemeinderat der Landeshauptstadt Stuttgart, dass das Planetarium im Mittleren Schlossgarten verbleibt, unabhängig davon, ob irgendwann ein Science Center in Bad Cannstatt gebaut wird. Wie bei vielen anderen Planetarien wird die traditionelle Projektionstechnik dann durch eine aufwändige Bilddatenbank („digitales Universum“) ergänzt.

### Sanierung 2015 / 2016
Vom 30. März 2015 bis 22. April 2016 wurde das Planetarium umfassend saniert, es wurde u. a. die Fulldome-Projektionstechnik installiert. Der ursprünglich für den 1. Dezember 2015 geplante Wiedereröffnungstermin konnte nicht eingehalten werden. Der Ausschuss für Umwelt und Technik der Stadt Stuttgart beschloss Mitte März 2015, 2,74 Millionen Euro für die Sanierung bereitzustellen. Am 23. April 2016 fand die Wiedereröffnung statt.

## Nutzung des Planetariums

### Regelmäßige Veranstaltungen
Das Programm rund um die Weltraumforschung wechselt quartalsweise. In jeder Woche finden etwa 20 bis 25 Veranstaltungen statt, von denen etwa die Hälfte für Kinder geeignet ist. Neben den astronomischen Themen gibt es einige Sonderveranstaltungen, wie z. B. Live-Musik (der sog. „Tunesday“) oder interaktive Veranstaltungen („Kinetarium“), bei der die Besucher mit ihrem Smartphone die Inhalte der Kuppel steuern können.

### Externe Veranstalter
Der Kuppelsaal (bis zu 270 Personen) und der Keplersaal (bis zu 138 Personen) werden auch für Firmen- und ähnliche Events genutzt.

## Trivia
Bis Herbst 2020 unterquerte der Nesenbachkanal das Planetarium, nur wenige Meter neben der Grube für den Planetariumsprojektor. Mit der Inbetriebnahme des neuen Nesenbachdükers wegen des Bahnprojekts Stuttgart 21 wurde der alte Kanal zwischen Königin-Katharina-Stift und Planetarium abgerissen. Das Teilstück unter dem Planetarium blieb erhalten und wurde an beiden Enden zugemauert.